# 石井表記
株式会社石井表記（いしいひょうき）は、広島県福山市に本社を置くプリント基板製造装置メーカー。
近年では液晶業界に進出。配光膜塗布装置を自社開発し韓国、中国、台湾へ進出。
インクジェットコーターメーカーとしてシェアを伸ばしている。

## 沿革
- 1963年（昭和38年）4月 - 石井表記製作所を創業。
- 1973年（昭和48年）4月 - 株式会社石井表記を設立。
- 1974年（昭和49年）5月 - 福山工場（広島県福山市）を開設。
- 1978年（昭和53年） - 本社を広島県福山市春日町能島424番地に移転。
- 1984年（昭和59年）3月 - 東京営業所（東京都板橋区）を開設。
- 1986年（昭和61年）7月 - 有限会社ヒカリマークを合併し明石工場兼営業所（兵庫県明石市）を開設。
- 1986年（昭和61年）9月 - 広島営業所（広島県東広島市）を開設。（現：広島県安芸郡府中町）
- 1989年（平成元年）3月 - 大阪営業所（大阪市淀川区）を開設。（現：大阪府吹田市）
- 1989年（平成元年）6月 - 名古屋営業所（愛知県一宮市）を開設。
- 1989年（平成元年）10月 - Japan Philippines Nameplates, Inc.（フィリピン共和国カビテ州ロサリオ市）を合弁で設立。
- 1991年（平成3年）1月 - 神辺工場（広島県深安郡神辺町）を開設。（現：広島県福山市神辺町）
- 1991年（平成3年）4月 - 本社を広島県深安郡神辺町旭丘5番地へ移転。（現：広島県福山市神辺町）
- 1991年（平成3年）11月 - 諏訪営業所（長野県諏訪市）を開設。
- 1992年（平成4年）5月 - 本社工場を増設。
- 1993年（平成5年）2月 - 滋賀営業所（滋賀県草津市）を開設。
- 1993年（平成5年）3月 - Japan Philippines Nameplates, Inc.に追加投資し子会社化。（現：連結子会社）
- 1993年（平成5年）7月 - 新潟営業所（新潟県長岡市）を開設。
- 1996年（平成8年）9月 - 明石工場兼営業所の工場機能を神辺工場へ統合し明石営業所に変更。
- 1997年（平成9年）5月 - 横浜営業所（神奈川県川崎市宮前区）を開設。
- 1999年（平成11年）12月 - 広島証券取引所に上場。
- 2000年（平成12年）3月 - 広島証券取引所廃止により、東京証券取引所2部に上場。
- 2002年（平成14年）2月 - 千葉営業所（千葉県市川市）を開設。
- 2002年（平成14年）3月 - 諏訪営業所を閉鎖。
- 2011年（平成23年）5月 - ISHII HYOKI (SUZHOU) CO., LTD.（中華人民共和国江蘇省蘇州市）を設立。（現：連結子会社）
- 2012年（平成24年）3月 - 新潟営業所を閉鎖し東京営業所に統合。
- 2014年（平成26年）11月 - 上海賽路客電子有限公司（中華人民共和国上海市）の全出資持分を取得し子会社化。（現：連結子会社）
- 2016年（平成28年）8月 - 株式会社CAPの全株式を取得し子会社化。（現：連結子会社）
- 2023年（令和5年）4月 - 設立50周年を迎える。
- 2024年（令和6年）1月 - 上海賽路客供応鏈科技有限公司を設立。
- 2024年（令和6年）4月 - 千葉営業所を閉鎖し東京営業所に、広島営業所を閉鎖し福山営業所に統合。
- 2024年（令和6年）8月 - 横浜営業所を閉鎖し東京営業所に統合。
- 2025年（令和7年）2月 - 滋賀営業所、明石営業所を閉鎖し大阪営業所に統合。

## 営業所
- 本社 - 広島県福山市神辺町旭丘5
- 東京営業所 - 東京都板橋区三園1-33-16
- 名古屋営業所 - 愛知県一宮市南小渕字吹揚60
- 大阪営業所 - 大阪府吹田市竹谷町16-5

## 関連子会社
- Japan Philippines Nameplates, Inc. - フィリピン共和国カビテ州ロサリオ市
- ISHII HYOKI (SUZHOU) CO., LTD. - 中華人民共和国江蘇省蘇州市
- ISHII HYOKI SHENZHEN BUSINESS OFFICE
- 上海賽路客電子有限公司 - 中華人民共和国上海市
- 上海賽路客供応鏈科技有限公司 - 中華人民共和国上海市
- 株式会社CAP - 沖縄県うるま市